# Amauris amplificata
Amauris amplificata är en fjärilsart som beskrevs av James John Joicey och Talbot 1925. Amauris amplificata ingår i släktet Amauris och familjen praktfjärilar. Inga underarter finns listade i Catalogue of Life.